# Estação Alsacia
Alsacia é uma estação da Linha 2 do Metro de Madrid.

## História
A estação foi projetada e construída com o plano de expansão da linha 2 do Metrô de Madri 2007-2011. Este começou a ser construído no mês de dezembro de 2008, com um prazo de conclusão de 30 meses, a estação foi inaugurada em 16 de março de 2011 juntamente com o trecho da Estação La Elipa até a Estação Las Rosas.

## Entradas
Acesso Alsacia
- Interligação Praça Alsacia, s/n
- Elevador Praça Alsacia, s/n
- Avenida de Guadalajara Avenida Institución Libre de Enseñanza, 145
- Elevador Avenida Institución Libre de Enseñanza, 133